# Szeretet.éhség.
A szeretet.éhség. a TV2 2024. december 21-én induló adománygyűjtő műsora, amely támogatja az Ökumenikus Segélyszervezet Adventi Adománygyűjtő felhívását

## Története
2024. december 13-án Gáncs Kristóf, az Ökumenikus Segélyszervezet ügyvezető igazgatója, valamint Csikesz Erika, a TV2 Csoport értékesítési és digitális igazgatója a Mokkában bejelentette, hogy adománygyűjtő műsorral támogatja a TV2 Csoport az Ökumenikus Segélyszervezet Adventi Adománygyűjtő felhívását. A műsor 2024. december 21-én indult a TV2-n. A kampány sikeresen zárult. Több, mint 40 millió forintot sikerült összegyűjteni a rászorulók részére. A TV2 Csoport 5 millió forinttal járul hozzá a karácsonyi adománygyűjtő akcióhoz.

## Évadok
| Gála | Adás               | Műsorvezető                   | Adó |
| ---- | ------------------ | ----------------------------- | --- |
| 1.   | 2024. december 21. | Váczi Gergő Lékai-Kiss Ramóna |     |

## Sztárvendégei
| Adás | Vendégek            | Vendégek      |
| Adás | 1. gála             | 1. gála       |
| ---- | ------------------- | ------------- |
| 1.   | Krausz Gábor        | Mikes Anna    |
| 1.   | Hegyes Berci        | Mihályfi Luca |
| 1.   | Péter Szabó Szilvia | Trokán Anna   |
| 1.   | Katus Attila        |               |

## Nézettség
A +4-es adatok a teljes lakosságra, a 18–59-es adatok a célközönségre vonatkozik. A táblázat csak az TV2 által főműsoridőben sugárzott adások adatait mutatja.
| Epizód  | Dátum              | Idősáv        | Teljes lakosság (+4) | Teljes lakosság (+4) | Teljes lakosság (+4) | Célközönség (18–59) | Célközönség (18–59) | Célközönség (18–59) | Forrás  |
| Epizód  | Dátum              | Idősáv        | AMR (fő)             | SHR (%)              | Heti helyezés        | AMR (fő)            | SHR (%)             | Heti helyezés       | Forrás  |
| 1. gála | 1. gála            | 1. gála       | 1. gála              | 1. gála              | 1. gála              | 1. gála             | 1. gála             | 1. gála             | 1. gála |
| ------- | ------------------ | ------------- | -------------------- | -------------------- | -------------------- | ------------------- | ------------------- | ------------------- | ------- |
| 1.      | 2024. december 21. | szombat 18:55 | 266 168              | 6,9                  | 22.                  | 103 988             | 5,8                 | 22.                 | [ 5 ]   |